# 2016年2月

## 2月1日
- 缅甸去年选举产生的新议会正式揭幕[1]。
- 2016年美国总统选举预选在艾奥瓦州正式举行，第七次总统候选人电视辩论同期举行[2]。

## 2月2日
- 美洲寨卡病毒疫情：洪都拉斯因该国在过去三个月录得3649宗寨卡病毒疑似病例，而宣布紧急状态[3]。

## 2月5日
- 位於日本九州鹿兒島縣的櫻島火山爆發，日本氣象廳提高警戒層級，並禁止民眾入山。 [4][5]

## 2月6日
- 台灣南部於當地時間清晨3時57分發生地震[6]，造成117人罹難，551人受輕重傷[7]。

## 2月7日
- 在當地時間9時30分在平安北道鐵山郡東倉里發射場發射長程火箭，該國官方媒體則表示成功發射光明星4號衛星[8]。

## 2月8日
- 第五十屆超級盃在加利福尼亚州圣克拉拉李维斯体育场举行，丹佛野马以24-10击败卡罗来纳黑豹[9]。而本届的半场表演则由酷玩乐队搭档碧昂丝、布鲁诺·马尔斯和马克·朗森献上[10]。
- 香港旺角示威者因為支持街邊小販而發生警民衝突，多名警察及示威者受傷。[11]

## 2月9日
- 德國南部巴伐利亞巴特艾布灵有兩列火車迎頭相撞，造成至少11人死，約80人受傷。[12]

## 2月11日
- LIGO計劃的物理學家宣佈探測到，證實一百年前愛因斯坦廣義相對論的預測。[13]
- 南加利福尼亚州天然气公司暂时阻止了自2015年10月起的天然气泄漏。事故已造成数千名民众逃离家园[14]。

## 2月12日
- 印尼當地時間18時02分於東努沙登加拉省松巴島附近發生芮氏規模6.5級地震[15]。
- 土耳其伊斯坦堡市中心臨近購物區的一棟五層樓高建築突然發生倒塌事故，傷亡人數暫時不明[16]。
- 南苏丹总统萨尔瓦·基尔·马亚尔迪特任命他的敵手，叛軍領導人里克·馬查爾為第一副總統[17]。
- 敘利亞國際支持小組（International Syria Support Group，ISSG）的國家與組織外長達成協議，彼此將在一週內停火，以對難民提供人道救援[18]。
- 教宗方濟各與基里尔一世在古巴哈瓦那進行歷史性的私人會晤，這是東西教會大分裂近千年後的首次雙方首腦會面[19]。

## 2月13日
- 美國最高法院保守派法官安東寧·斯卡利亞逝世，外界猜測總統奧巴馬很可能會提名自由派的法官，打破保守派和自由派的法官平衡。[20]

## 2月14日
- 第69届英国电影学院奖在伦敦皇家歌剧院举行。[21]

## 2月15日
- 第58届格莱美奖在洛杉矶斯台普斯中心举行。[22]
- 2016年NBA全明星赛正赛于多伦多猛龙队主场加拿大航空中心举行，西部联盟队以196-173击败东部联盟队。[23]

## 2月17日
- 土耳其首都安卡拉發生汽車炸彈爆炸，至少28人喪生。[24]
- 委內瑞拉政府宣佈大幅提高燃油零售價，是20年以來首次加價，其中95號汽油加價60倍，從0.097玻利瓦爾加至6玻利瓦爾。[25]

## 2月18日
- 2016年烏干達大選進行投票。[26]
- 伊拉克巴格達一間法院判處40人死刑，他們涉嫌於2014年參與屠殺1,700名在提克里特被伊斯蘭國俘虜的政府軍士兵。[27]

## 2月19日
- 美軍空襲利比亞西北部塞卜拉泰郊外一個伊斯蘭國訓練營地，可能多達40人喪生。[28]死者包括2015年11月在利比亚被扣为人质的两名塞尔维亚使馆人员（通讯官斯拉德加纳·斯坦克维奇、司机约维卡·斯泰皮克）[29]。
- 面對英國將於2016年中舉行退出歐盟公投，英國首相戴维·卡梅伦與歐盟其它27個成員國首腦之間達成協議，讓英國可在歐盟享有「特殊地位」。[30]

## 2月20日
- 義大利導演詹弗蘭科·羅西執導的紀錄片《海上焰火》於第66屆柏林影展獲得最高榮譽金熊獎。[31]
- 美国密歇根州卡拉马祖县发生一起连环枪击案。[32]

## 2月21日
- 印度北部賈特人因爭取低階種姓權益發動示威，最終失控釀成警民衝突。已知有十人死亡多人受傷，印度軍方已派兵萬名進駐[33]。
- 相當於五級颶風的強烈熱帶氣旋溫斯頓在斐濟登陸，已知造成20人死[34]。
- 叙利亚大马士革赛达宰纳卜发生连环恐怖主义袭击事件，造成多人死伤[35]。

## 2月22日
- 敘利亞內戰：美國與俄羅斯共同宣佈新停火協議，自大馬士革時間27日0時起，交戰各方（敘利亞政府軍及反對派）停止敵對狀態。此協議不包含伊斯蘭國及屬分支的努斯拉陣線等被聯合國認定為恐怖組織的團體，各方仍可空襲此類組織[36]。

## 2月24日
- 2016年全英音乐奖在伦敦O2体育场举行，阿黛尔和詹姆斯·贝分获最佳英国男女独唱歌手奖。[37]

## 2月25日
- 美國堪薩斯州赫斯頓發生一起槍擊案（英语：2016 Hesston shooting）[38]。
- 2016年牙買加大選進行投票。[39]

## 2月26日
- 2016年伊朗議會選舉和專家會議選舉進行投票。[40]
- 2016年愛爾蘭大選進行投票。[41]

## 2月27日
- 前欧洲足球联合会主席吉安尼·因凡蒂诺在2016年国际足联特别大会（英语：2016 FIFA Extraordinary Congress）上击败亚洲足球联合会主席谢赫·萨尔曼·本·易卜拉欣·艾尔·哈利法，成为新一任国际足联主席。[42]。

## 2月28日
- 2016年香港立法會新界東地方選區補選
- 莱昂纳多·迪卡普里奥凭借电影《神鬼獵人》获得第88屆奧斯卡金像獎最佳男主角奖。[43]
- 伊拉克萨德尔城遭到伊斯蘭國自殺炸彈襲擊，造成至少73死112人傷[44]。

## 2月29日
- 俄羅斯首都莫斯科發生一起兒童被斬首命案[45]。